# The Quick and the Dead
The Quick and the Dead is een Amerikaanse western uit 1995 van Sam Raimi. De hoofdrollen worden vertolkt door Sharon Stone, Gene Hackman en Russell Crowe.

## Verhaal
Ellen bezoekt een stadje dat onderdrukt wordt door een tiran, John Herod. In het stadje wordt een schietwedstrijd gehouden waaraan veel dorpelingen meedoen (waaronder Herod en zijn zoon, Fee). Priester Cort is een met Ellen bevriende scherpschutter die het geweld echter heeft afgezworen. Herod dwingt hem aan de wedstrijd mee te doen: hij heeft nog een oude rekening met Cort te vereffenen. Ook Ellen zoekt wraak in de wedstrijd: haar doel is Herod. De reden hiervoor wordt in flashbacks door de hele film uitgelegd.
De regels van het duel zijn als volgt: iedere mededinger moet per dag aan een duel meedoen, iedereen mag iedereen uitdagen, een uitdaging moet aangenomen worden en wie er op het eind nog staat wint. Het is in eerste instantie niet verplicht de tegenstander te doden. De mededingers moeten bij klokslag zo snel mogelijk schieten: wie eerder schiet wordt 'gediskwalificeerd' (ze worden doodgeschoten).
De duels beginnen. Fee verslaat zijn tegenstander in het eerste duel. Herod duelleert tegen Ace Hanlon, een revolverheld met een beruchte reputatie. Vlak voor het duel onthult Herod echter dat Hanlon over bepaalde dingen gelogen heeft. Hanlon wordt onzeker en wil eerder schieten. Herod ziet dit aankomen en schiet hem in beide handen, alvorens hem te vermoorden. Cort en Ellen winnen hun duels ook.
Herod komt erachter dat enkele burgers een huurmoordenaar hebben ingehuurd die meedoet aan de wedstrijd om hem te vermoorden. Herod daagt de huurmoordenaar uit. Vlak voor het duel verandert Herod de regels: het is nu verplicht om de verliezer dood te schieten. Herod wint het duel en schiet de huurmoordenaar dood, na zijn volk op het hart te hebben gedrukt zoiets niet weer te proberen. Fee en Cort winnen hun duels weer. Ellen daagt een pedofiel uit die het dochtertje van de barman aanrandde. Ze verwondt hem in het duel, maar wil zijn leven sparen (hoewel Herod haar waarschuwt dat de wedstrijd dan nog niet is afgelopen). Als ze naar de saloon gaat, wil de pedofiel haar in haar rug schieten. Hij mist en Ellen schiet hem alsnog dood. Na deze laatste moord kan Ellen het niet meer aan: ze besluit het dorpje te verlaten. Ze wordt echter gevolgd door de dorpsdokter die haar smeekt om te blijven en Herod te doden.
Ellen keert terug, maar Herod is dan al uitgedaagd door zijn zoon, Fee. Fee miste altijd de erkenning en het respect van zijn vader en ziet het winnen van het duel als de enige manier om dit te krijgen. Herod raadt hem aan de wedstrijd te verlaten, wat Fee weigert. Fee slaagt er in het duel in zijn vader te verwonden, maar raakt zelf dodelijk gewond. Als hij ligt te sterven, smeekt hij nog een keer om erkenning van zijn vader, die hij niet krijgt. Na Fees dood verloochent Herod zijn zoon.
Herod dwingt Ellen en Cort om tegen elkaar te duelleren. Ellen wil Cort niet doden en bedenkt een plan. Als tijdens het duel de klok gaat, weigeren beiden te schieten. Herod begint tot tien te tellen: als ze dan nog niet geschoten hebben, worden ze beiden doodgeschoten door Herods mannen. Uiteindelijk schiet Cort Ellen (vermoedelijk) dood. Herod en Cort moeten als enige overblijvers tegen elkaar duelleren. De avond voor het duel wordt Cort door een handlanger van Herod, Ratsy, in elkaar geslagen. Herod wilde dit echter niet. Vlak voor het duel geeft hij Ratsy 20 tellen om het dorp te verlaten. Ratsy vlucht, maar is te traag en wordt door Herod doodgeschoten. Dan begint het duel. Herod geeft zijn schutters opdracht om Cort, als hij wint, dood te schieten.
Als de klok bijna gaat slaan, ontploft er een dynamietlading die daar geplaatst werd door Ellen en helpers. Hierdoor ontstaat een verwarring, waarin Cort Herods schutters kan uitschakelen. Ellen komt, springlevend, het dorp inlopen. Cort schoot in het duel met haar expres mis. Ellen gebruikte rode inkt om een dodelijke wond te veinzen. De dorpsdokter (ook een medeplichtige) verklaarde haar dood. Ellen daagt Herod uit, en dan blijkt waarom.
Toen Herod het dorp overnam was Ellens vader sheriff. Hij moest dus uit de weg geruimd worden. Herod liet hem op een stoel plaatsen met een touw om zijn nek: klaar om opgehangen te worden. Herod schoot toen een voor een de spijlen van de stoel kapot. Bij de laatste spijl stopte hij. De toen nog kleine Ellen kreeg van Herod een revolver met drie kogels. Daarmee mocht ze proberen het touw kapot te schieten. Als dat lukte zou Herod hem laten leven. In een poging het touw kapot te schieten schoot Ellen per ongeluk haar eigen vader dood, wat haar een jeugdtrauma opleverde. Om Herod te laten merken wie ze is, gooit Ellen een sheriffsster naar hem.
Het duel begint. Herod weet Ellen te verwonden en denkt gewonnen te hebben. Dan ziet hij dat hij zelf in zijn buik is geschoten (als hij zijn schaduw ziet blijkt daar een gat in te zitten). In zijn verbazing wordt Herod door Ellen in het hoofd geschoten. Het dorp is Ellen heel dankbaar dat ze hun tiran vermoord heeft. Ellen benoemt Cort tot sheriff en verlaat het dorp. Zonder het geld: het vermoorden van Herod was genoeg beloning.

## Rolverdeling
| Acteur            | Personage           |
| ----------------- | ------------------- |
| Sharon Stone      | Ellen "The Lady"    |
| Gene Hackman      | John Herod          |
| Russell Crowe     | Cort                |
| Leonardo DiCaprio | Fee Herod "The Kid" |
| Tobin Bell        | Dog Kelly           |
| Kevin Conway      | Eugene Dred         |

## Trivia
- Russell Crowe was op het moment van de film nog een onbekende acteur. Hij kreeg toch een rol omdat Sharon Stone hem gekozen had om mee te spelen in de film.
- Sharon Stone wilde trouwens ook absoluut dat Leonardo DiCaprio in de film meedeed. Zij betaalde zijn salaris hoogst persoonlijk.
- In een bepaalde scène geeft het personage van Gene Hackman het personage van Sharon Stone een klap. Dit stond niet in het scenario en haar verbaasde reactie is dan ook niet gespeeld.
- Dit is de eerste Amerikaanse langspeelfilm van Russell Crowe.
- Een liefdesscène tussen Russell Crowe en Sharon Stone zit niet in de Amerikaanse versie van de film.